# Lepidobolus chaetocephalus
Lepidobolus chaetocephalus är en gräsväxtart som beskrevs av Ferdinand von Mueller. Lepidobolus chaetocephalus ingår i släktet Lepidobolus och familjen Restionaceae. Inga underarter finns listade i Catalogue of Life.